# Franska sektionen av Arbetarinternationalen

Partiets symbol.

Franska sektionen av Arbetarinternationalen (franska: Section française de l'Internationale ouvrière, SFIO) var ett franskt socialistiskt parti grundat 1905 i Paris som en sammanslagning mellan Franska socialistpartiet (PSF) och Frankrikes socialistiska parti (PSdF), i syfte att skapa Frankrikes sektion av Andra internationalen (arbetarinternationalen). Rörelsen betecknade sig som Arbetarrörelsens parti.
SFIO leddes av Jules Guesde, Jean Jaurès, Édouard Vaillant och Paul Lafargue och förenade arbetarrörelsens marxistiska tendens representerad genom Guesde och den socialdemokratiska tendensen representerad av Jaurès. Jean Jaurès kom snabbt att bli SFIO:s mest inflytelserika personlighet. SFIO motsatte sig kolonialismen och militarismen. Dock övergav SFIO sin antimilitaristiska hållning och anslöt sig till samlingsregeringen Union nationale när Tyskland förklarade krig mot Frankrike som av eftervärlden kom att kallas Första världskriget.
Efter att, som Andra internationalen, ha övergivit principerna om internationell klasskamp och ersatt den med patriotism samt motstridiga åsikter om den ryska revolutionen och den bolsjevikledda Tredje internationalen, kom SFIO att splittras i två grupper vid kongressen i Tours i december 1920. Majoriteten kom att skapa Franska sektionen av kommunistiska internationalen (Section française de l'Internationale communiste, SFIC) som anslöt sig till Tredje internationalen. SFIC blev senare Frankrikes kommunistiska parti. Minoriteten fortsatte inom SFIO, som 1969 ersattes av det nuvarande Socialistpartiet (PS).